# Hume Cronyn
Hume Cronyn (London, Ontario, 18 de julio de 1911 - Fairfield, Connecticut, 15 de junio de 2003) fue un actor teatral y cinematográfico canadiense, con una prolongada carrera artística a lo largo de la cual actuó con frecuencia junto a su segunda esposa, Jessica Tandy.

## Inicios
Su nombre completo era Hume Blake Cronyn, y nació en London (Ontario), Canadá. Cronyn tuvo cuatro hermanos, y sus padres eran Hume Blake Cronyn, padre., un hombre de negocios y miembro de la Cámara de los Comunes de Canadá en representación del distrito electoral de London, y Frances Amelia Labatt, heredera de la compañía cervecera del mismo nombre. Su abuelo paterno, Verschoyle Cronyn, era el hijo de Benjamin Cronyn, clérigo anglicano que fue el primer Obispo de la diócesis anglicana de Huron, y fundador del Huron University College, germen de la Universidad Western Ontario. Además, Cronyn era también primo del productor teatral Robert Whitehead y del artista Canadiense-Británico Hugh Verschoyle Cronyn (1905–1996).
Entre 1917 y 1921 Hume Cronyn fue el primer interno de la Elmwood School de Ottawa. Tras dejar Elmwood, Cronyn fue al Ridley College, en St. Catharines (Ontario), y a la Universidad McGill de Montreal, donde formó parte de la fraternidad The Kappa Alpha Society.
Además, en sus inicios Cronyn fue boxeador aficionado de peso pluma, siendo nominado para formar parte del equipo olímpico canadiense en 1932.

## Carrera
Su familia habría querido que se dedicara a la abogacía pero, tras graduarse en el Ridley College, Cronyn decidió estudiar arte dramático en la Universidad McGill, continuando sus estudios posteriormente con Max Reinhardt y en la American Academy of Dramatic Arts. 
En 1934 debutó como actor teatral en el circuito de Broadway interpretando a un conserje en la obra Hipper's Holiday, y resaltando gracias a su versatilidad, que le facilitaba encarnar a diferentes personajes teatrales. Como actor teatral, en 1986 ganó un Drama Desk Special Award, y en 1990 recibió la Medalla Nacional de las Artes.
Su primera película en Hollywood fue La sombra de una duda, dirigida por Alfred Hitchcock en (1943). Posteriormente trabajó en otro film de Hitchcock, Lifeboat (1944), y participó en los guiones de Rope (1948) y Under Capricorn (1949), ambas también dirigidas por Hitchcock. Fue nominado al Óscar al mejor actor de reparto por su actuación en The Seventh Cross (1944), y ganó el Premio Tony por su papel de Polonio en el Hamlet de Richard Burton (1964). 
Cronyn compró el guion What Nancy Wanted a Norma Barzman — posteriormente incluida en la lista negra junto a su marido, Ben Barzman — con la idea de producir la película y que la protagonizara Tandy. Sin embargo, vendió el texto a RKO Pictures, que más adelante lo rodó con el título de The Locket (1946).  
Cronyn también actuó para la televisión. Entre los programas en los que intervino figuran The Barbara Stanwyck Show, Alfred Hitchcock Presents (episodio "Kill With Kindness", 1956) y Hawaii Five-O, en los capítulos "Over Fifty, Steal" (1970) y "Odd Man In" (1971).

## Cronyn y Tandy
Cronyn se casó con la actriz Jessica Tandy en 1942, actuando con ella en muchas de sus más destacadas interpretaciones, tanto dramáticas como cinematográficas o televisivas. Entre las mismas pueden citarse The Green Years, The Gin Game, Foxfire, *batteries not included, Cocoon y Cocoon: The Return.
La pareja protagonizó una serie radiofónica de corta duración, The Marriage (1953–1954), basada en la obra que representaron en Broadway, The Fourposter, y trabajando junto a Denise Alexander. Estaba previsto trasladar el show a la televisión, bajo producción e interpretación del propio Cronyn. Sin embargo, Tandy sufrió un aborto y el proyecto se suspendió.
El matrimonio tuvo una hija, Tandy, y un hijo, Christopher. Cronyn y Tandy vivieron en Children's Bay Cay (Bahamas), en una propiedad en Pound Ridge, Nueva York y, finalmente, en Easton, Connecticut, en una casa colonial holandesa. Jessica Tandy falleció en 1994, a causa de un cáncer de ovario cuando contaba con 85 años.

## Vida personal
Cronyn estuvo incluido en la infame lista negra de Hollywood durante un tiempo – no a causa de sus propias actividades políticas, sino por contratar, a menudo sin preocuparse en absoluto de sus ideas políticas, a personas que ya aparecían en dicha lista. 
Tras enviudar de Tandy, Cronyn se casó con la autora Susan Cooper en julio de 1996. En 1991 se publicó su autobiografía, A Terrible Liar (ISBN 0-688-12844-0).
En 1988 Cronyn fue nombrado Oficial de la Orden de Canadá, y en 1999 ingresó en el Paseo de la Fama de Canadá.
Hume Cronyn falleció en 2003 en Fairfield, Connecticut, a causa de un cáncer de próstata. Tenía 91 años de edad.

## Repertorio

### Teatro
- Hipper's Holiday - 1934
- High Tor - 1937
- There's Always a Breeze - 1938
- Escape This Night - 1938
- Off to Buffalo - 1939
- Three Sisters - 1939
- The Weak Link - 1940
- Retreat to Pleasure - 1940
- Mr. Big - 1941
- Portrait of a Madonna - 1946 (Director)
- The Survivors - 1948
- Now I Lay Me Down to Sleep - 1950
- Hilda Crane - 1950
- The Little Blue Light - 1951
- The Fourposter - 1951
- The Honeys - 1955
- A Day By The Sea - 1955
- The Egghead - 1957
- The Man in the Dog Suit - 1958
- Triple Play - 1959
- Big Fish, Little Fish - 1961
- Hamlet - 1964 (Premio Tony por el papel de Polonio)
- The Physicists - 1964
- Slow Dance on the Killing Ground - 1964
- A Delicate Balance - 1966
- Promenade, All! - 1972
- A Song at Twilight - 1974
- Come Into the Garden Maud - 1974
- The Gin Game - 1977 (como actor y productor)
- Foxfire - 1982 (actor, además de escritor)
- The Petition - 1986

### Cine y televisión
- La sombra de una duda (1943)
- Phantom of the Opera (1943)
- The Cross of Lorraine (1943)
- Lifeboat (1944)
- The Seventh Cross (1944)
- Main Street After Dark (1945)
- The Sailor Takes a Wife (1945)
- A Letter for Evie (1945)
- Ziegfeld Follies (1946)
- El cartero siempre llama dos veces (1946)
- The Green Years (Los verdes años) (1946)
- The Beginning or the End (¿Principio o fin?) (1947)
- Fuerza bruta (1947)
- The Bride Goes Wild (1948)
- Top o' the Morning (1949)
- People Will Talk (1951)
- Crowded Paradise (1956)
- The Moon and Sixpence (1959) (televisión)
- A Doll's House (1959) (televisión)
- Juno and the Paycock (1960) (televisión)
- Sunrise at Campobello (1960)
- Cleopatra (1963)
- Richard Burton's Hamlet (1964)
- The Arrangement (El compromiso) (1969)
- Gaily, Gaily (Los locos años de Chicago) (1969)
- El día de los tramposos (1970)
- The Parallax View (El último testigo) (1974)
- Conrack (1974)
- Rollover (Una mujer de negocios) (1981)
- Honky Tonk Freeway (Desmadre en la autopista) (1981)
- The Gin Game (1981) (televisión)
- The World According to Garp (El mundo según Garp) (1982)
- Impulse (1984)
- Brewster's Millions (El gran despilfarro) (1985)
- Cocoon (1985)
- Nuestros maravillosos aliados (1987)
- Foxfire (1987) (televisión)
- Cocoon: The Return (Cocoon: El retorno) (1988)
- Day One (1989) (televisión)
- Age-Old Friends (1989) (televisión)
- Christmas on Division Street (1991) (televisión)
- Destino Broadway (1992) (televisión)
- To Dance with the White Dog (1993) (televisión)
- El informe Pelícano (1993)
- Camilla (1994)
- Marvin's Room (La habitación de Marvin) (1996)
- 12 Angry Men (1997) (televisión)
- Alone (1997) (televisión)
- Seasons of Love (1998) (televisión)
- Sea People (1999) (televisión)
- Santa and Pete (1999) (televisión)
- Yesterday's Children (2000) (televisión)
- Off Season (2001) (televisión)

## Premios y distinciones
Premios Óscar
| Año  | Categoría              | Película        | Resultado |
| ---- | ---------------------- | --------------- | --------- |
| 1945 | Mejor actor de reparto | La séptima cruz | Nominado  |